# 约翰·库克 (赛艇运动员)
约翰·库克（英語：John Cooke，1937年4月9日—2005年12月26日），美国前男子赛艇运动员。他曾代表美国参加1956年夏季奥林匹克运动会赛艇比赛，获得男子八人单桨有舵手金牌。